# Gentianella ramosa
Gentianella ramosa är en gentianaväxtart som först beskrevs av Johannes Jacob Hegetschweiler, och fick sitt nu gällande namn av J. Holub. Gentianella ramosa ingår i släktet gentianellor, och familjen gentianaväxter. Inga underarter finns listade i Catalogue of Life.